# Patrimoni gènic
En genètica de poblacions, un patrimoni gènic és el conjunt complet d'al·lels diferents d'una espècie o població.

## Descripció
Un patrimoni gènic gran és indicatiu d'una alta diversitat genètica, que s'associa amb poblacions fortes que poden sobreviure a moments de selecció intensa. En canvi, una baixa diversitat genètica (vegeu consanguinitat i coll d'ampolla poblacional) poden causar un descens de l'aptitud i una probabilitat més alta d'extinció.
Quan tots els exemplars d'una població són idèntics quant a un tret fenotípic determinat, es diu que són monomòrfics. En canvi, quan els exemplars presenten diverses variants d'un tret determinat, es diu que són polimòrfics.